# Volga
För andra betydelser, se Volga (olika betydelser).
Volga (ryska: Во́лгаLyssna (fil)) är Europas längsta och mest vattenrika flod. Den har sina källor i Valdajhöjderna (cirka 210 meter över havet) i Ryssland, cirka 400 kilometer nordväst om Moskva, och mynnar ut i Kaspiska havet efter 3 690 kilometer. Floden, med ett avrinningsområde på 1 380 000 kvadratkilometer, har ett stort antal bifloder, av vilka Oka och Kama är de största. Från Valdajhöjderna flyter floden huvudsakligen österut till Kazan där den böjer av söderut. Vid Kazan reser sig den västra flodbanken rakt upp och når en högsta punkt på 350 meter. Vid Volgograd delar sig Volga och de två flodarmarna mynnar via ett större delta i Kaspiska havet. Före delningen vid Volgograd är medelflödet 8 087 kubikmeter i sekunden.
Från väster ansluter biflödena Oka, Sura och från öster Unzja, Kama och Samara. Flera vattenkraftverk finns längs vid Samara, Volgograd, Saratov och Tjeboksary. Volga är starkt förorenad, och livet i floden är därför starkt skadat som en följd av det.

## Sjötransport
Volga är en viktig transportled. Samtliga dammar utmed Volga är utrustade med stora slussar för att även stora fartyg ska kunna ta sig från Kaspiska havet och så gott som hela vägen till flodens källor. Genom Moskvakanalen länkas Volga till Moskva. Kanaler möjliggör även trafik mellan Volga och Svarta havet - genom Volga-Donkanalen - och med Östersjön genom Volga-Östersjökanalen. Volgas slussar är dimensionerade för fartygsstorlekar upp till 290 x 30 meter, medan biflodernas slussar är mindre. Kanalen trafikerades tidigare av statliga bolag som numera privatiserats, Volgotanker är ett av företagen med mer än 200 tankfartyg för oljeprodukter.

## Dammbyggnader
Vid floden finns flera stora vattenkraftverk, med enorma vattenreservoarer, här listas några av de största:
- Rybinskreservoaren (4 580 km², 25,4 miljard m³)
- Kujbysjevreservoaren (6 450 km², 58 miljard m³[7])
- Volgogradreservoaren (3 117 km², 31,5 miljard m³)

## Referenser

Bilder av Volga
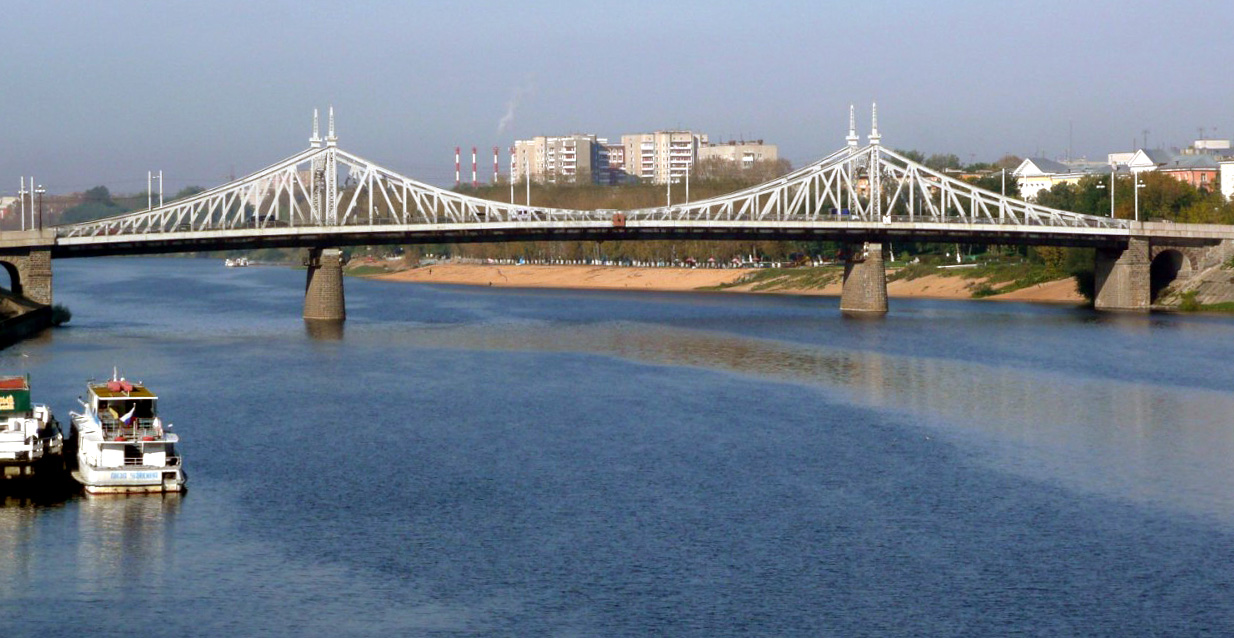
Volga vid Tver
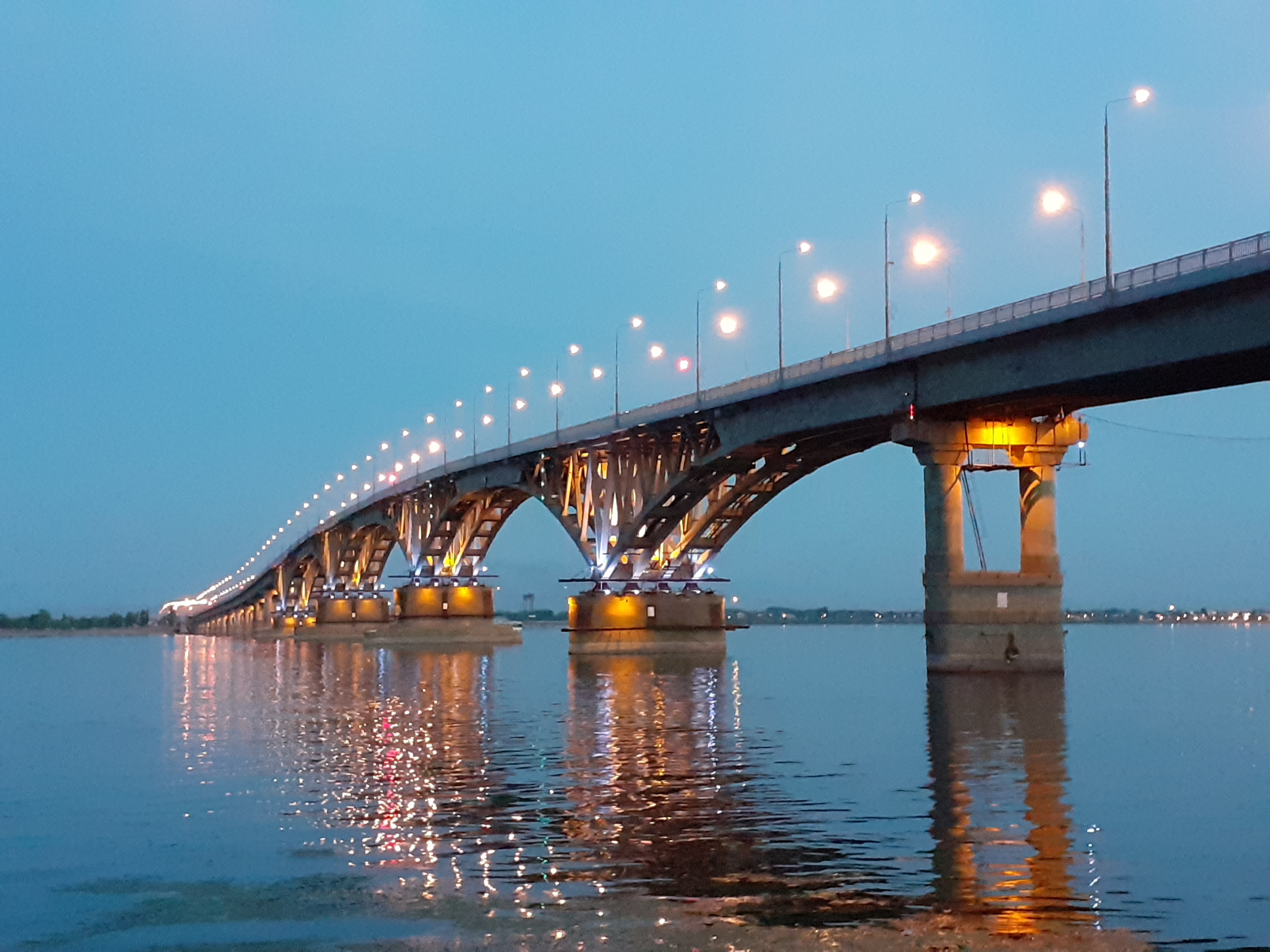
Volga vid Saratovbron
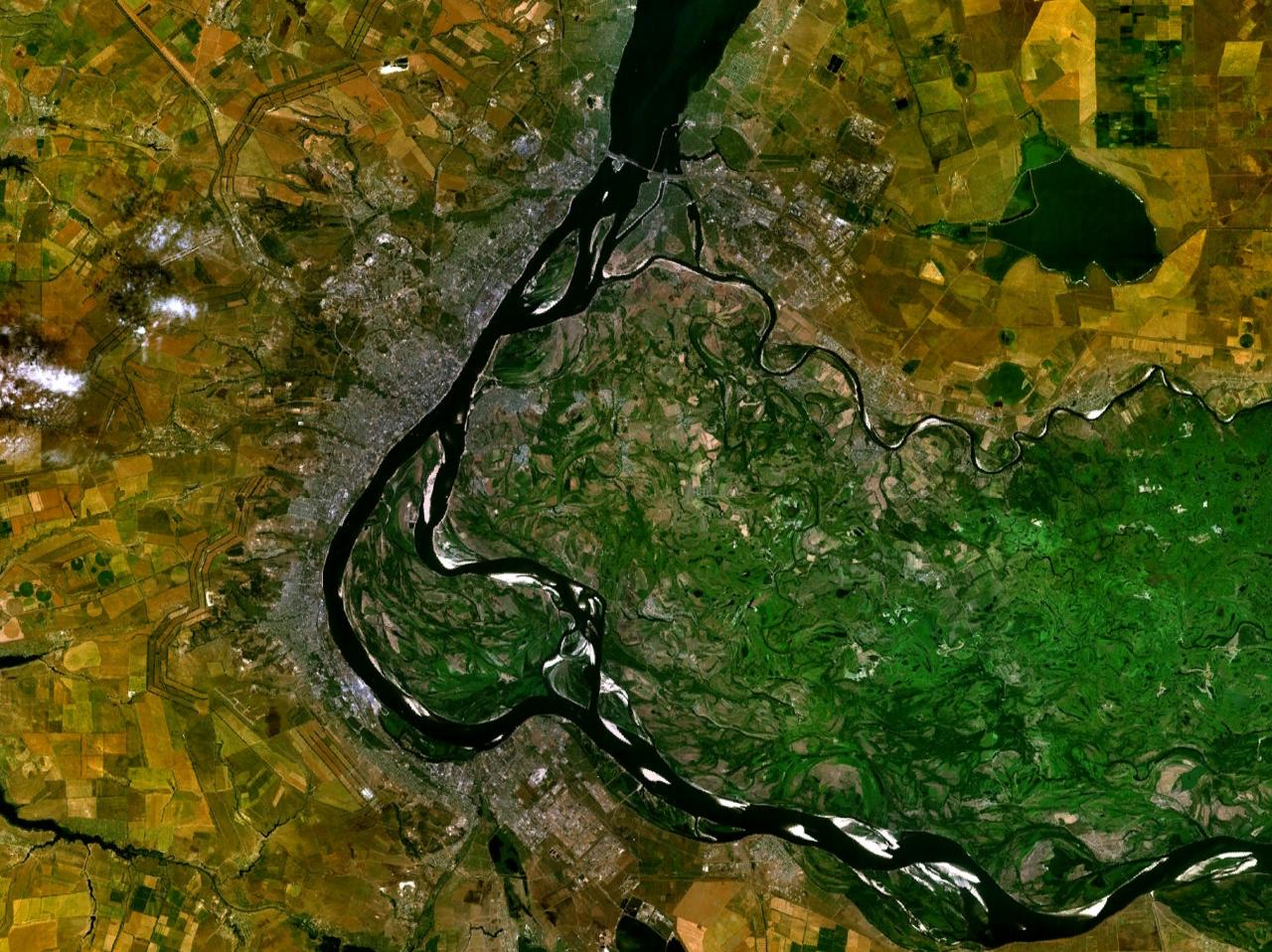
Satellitbild över Volga